# Pucheni, Dâmbovița
Pucheni este satul de reședință al comunei cu același nume din județul Dâmbovița, Muntenia, România.